# Limitless (serie de televisión)
Sin límites (Limitless es su título original), es una serie de televisión estadounidense producida por Bradley Cooper, Marc Webb, Craig Sweeny, Alex Kurtzman y Roberto Orci para la CBS. Está basada en la película del mismo nombre protagonizada por Cooper y dirigida por Neil Burger. La serie se centra en Brian Finch, quien descubre el poder de una misteriosa droga que aumenta su índice de inteligencia y le permite recordar todo lo que él ha leído, escuchado o visto. Es protagonizada por Jake McDorman y fue estrenada el 22 de septiembre de 2015.
El 25 de mayo de 2016, el productor ejecutivo Craig Sweeny anunció la cancelación de la serie tras semanas de negociaciones.

## Argumento
Brian Finch descubre el poder de una misteriosa droga llamada NZT y es obligado por el FBI a usar las extraordinarias habilidades cognitivas que ha adquirido para resolver casos complejos para ellos. Trabajando con Finch, se encuentra la agente Rebecca Harris, una investigadora con un pasado oscuro, y el agente Boyle, un exoficial del ejército y confidente de Rebecca, quienes están al mando de la agente Nasreen Pouran, una astuta y manipuladora mujer. A espaldas del FBI, Brian se ha relacionado con el senador Edward Morra, un usuario recurrente del NZT quien tiene sus propios planes para su nuevo protegido. Impulsado con un suministro constante de NZT que le permite utilizar el cien por ciento de su capacidad cerebral, Brian es más eficaz que todos los agentes del FBI combinados, haciendo de él la peor pesadilla de un criminal y el mayor activo que el FBI jamás ha poseído.

## Elenco

### Personajes principales
- Jake McDorman como Brian Finch.[3]
- Jennifer Carpenter como Rebecca Harris.[4]
- Hill Harper como Spellman Boyle.[5]
- Mary Elizabeth Mastrantonio como Nasreen Pouran.[6]

### Personajes recurrentes
- Bradley Cooper como Eddie Morra.[7]
- Ron Rifkin como Dennis Finch.
- Blair Brown como Marie Finch.
- Sipiwe Moyo como Sipiwe.
- Tom Degnan como el agente Ike.[8]
- Michael James Shaw como el agente Mike.
- Colin Salmon como Jared Sands.[9]

## Episodios
| N.º | Título                              | Director            | Guionista                                                                            | Primera emisión          | Audiencia (en millones) |
| --- | ----------------------------------- | ------------------- | ------------------------------------------------------------------------------------ | ------------------------ | ----------------------- |
| 1   | «Pilot»                             | Marc Webb           | Craig Sweeny                                                                         | 22 de septiembre de 2015 | 9.86                    |
| 2   | «Badge! Gun!»                       | Marc Webb           | Craig Sweeny & Marc Webb                                                             | 29 de septiembre de 2015 | 9.73                    |
| 3   | «The Legend of Marcos Ramos»        | Guillermo Navarro   | Matthew Federman & Stephen Scaia                                                     | 6 de octubre de 2015     | 9.57                    |
| 4   | «Page 44»                           | Doug Aarniokoski    | Mark Goffman                                                                         | 13 de octubre de 2015    | 8.03                    |
| 5   | «Personality Crisis»                | Joshua Butler       | Sallie Patrick                                                                       | 20 de octubre de 2015    | 7.90                    |
| 6   | «Side Effects May Include...»       | Doug Aarniokoski    | Jenna Richman                                                                        | 27 de octubre de 2015    | 7.45                    |
| 7   | «Brian Finch's Black Op»            | Aaron Lipstadt      | Taylor Elmore                                                                        | 3 de noviembre de 2015   | 7.86                    |
| 8   | «When Pirates Pirate Pirates»       | Peter Werner        | Kari Drake                                                                           | 10 de noviembre de 2015  | 7.09                    |
| 9   | «Headquarters!»                     | Doug Aarniokoski    | Historia: Frances Brennand Roper Guion: Craig Sweeny                                 | 17 de noviembre de 2015  | 7.52                    |
| 10  | «Arm-Ageddon»                       | Leslie Libman       | Dennis Saavedra Saldua                                                               | 24 de noviembre de 2015  | 6.53                    |
| 11  | «This is Your Brian on Drugs»       | Steven A. Adelson   | Sallie Patrick                                                                       | 15 de diciembre de 2015  | 6.70                    |
| 12  | «The Assassination of Eddie Morra»  | Christine Moore     | Matthew Federman & Stephen Scaia                                                     | 5 de enero de 2016       | 7.30                    |
| 13  | «Stop Me Before I Hug Again»        | Edward Ornelas      | Jenna Richman                                                                        | 19 de enero de 2016      | 6.33                    |
| 14  | «Fundamentals of Naked Portraiture» | Guy Ferland         | Historia: Dennis Saavedra Saldua & Craig Sweeny Guion: Sallie Patrick & Craig Sweeny | 9 de febrero de 2016     | 6.39                    |
| 15  | «Undercover!»                       | Peter Werner        | Taylor Elmore                                                                        | 16 de febrero de 2016    | 6.01                    |
| 16  | «Sands, Agent of Morra»             | Rich Lee            | Gregory Weidmann & Geoff Tock                                                        | 23 de febrero de 2016    | 5.87                    |
| 17  | «Close Encounters»                  | Maja Vrvilo         | Kari Drake                                                                           | 8 de marzo de 2016       | 5.40                    |
| 18  | «Bezgranichnyy»                     | John Behring        | Matthew Federman & Stephen Scaia                                                     | 15 de marzo de 2016      | 5.63                    |
| 19  | «A Dog's Breakfast»                 | Lexi Alexander      | Jenna Richman                                                                        | 22 de marzo de 2016      | 6.64                    |
| 20  | «Hi, My Name is Rebecca Harris…»    | Holly Dale          | Mark Goffman                                                                         | 5 de abril de 2016       | 6.07                    |
| 21  | «Finale: Part One!»                 | Paul Edward         | Sallie Patrick & Taylor Elmore                                                       | 19 de abril de 2016      | 5.63                    |
| 22  | «Finale: Part Two!!»                | Douglas Aarniokoski | Craig Sweeny & Taylor Elmore                                                         | 26 de abril de 2016      | 5.71                    |

## Desarrollo

### Producción
El 31 de octubre de 2014, CBS anunció que ordenó un piloto basado en Limitless, película protagonizada por Bradley Cooper. El guion fue escrito por Craig Sweeny. El proyecto sería producido por Cooper y Sweeny junto a Todd Phillips, Alex Kurtzman, Roberto Orci y Heather Kadin de K/O Paper Products; así como por Ryan Kavanaugh, Tucker Tooley, Andrew Marcus, Ray Ricord y Tom Forman de Relativity Television. El 14 de septiembre de 2014, se dio a conocer que Marc Webb dirigiría el piloto.
El 8 de mayo de 2015, CBS escogió el piloto para desarrollar una serie, que sería estrenada el 22 de septiembre de 2015.
El 23 de octubre, CBS ordenó una temporada completa para la serie, consistente en veintidós episodios.

### Casting
El 11 de marzo de 2015, se dio a conocer que Jake McDorman fue elegido para dar vida a Brian Finch, un hombre que descubre el poder de una misteriosa droga y es obligado por el FBI a resolver casos para ellos. Un día después, Jennifer Carpenter fue anunciada como la intérprete de Rebecca Harris, una dinámica investigadora que ha tenido un ascenso rápido en el FBI pero tiene problemas lidiando con su pasado, lo que llevó a tener una carrera dentro de la fuerza policial en un principio. El 17 de marzo, fue anunciado que Hill Harper fue contratado para dar vida a Spellman Boyle, un exmilitar que trabaja con el FBI estudiando los efectos de la NZT; y Mary Elizabeth Mastrantonio como Nasreen Pouran, una exfiscal que se une al FBI y sirve como agente especial a cargo de la división que realiza pruebas con la NZT.
El 13 de marzo, se dio a conocer que Bradley Cooper retomaría el papel de Eddie Morra. El 24 de julio, Colin Salmon fue elegido para dar vida de forma recurrente a Jared Sands, un antiguo oficial que trata de asegurarse que Finch haga lo Morra le dice. El 28 de agosto, se dio a conocer que Desmond Harrington participaría como estrella invitada interpretando a Casey Rooks, agente del equipo S.W.A.T. del FBI, quien desconfía de las habilidades de Brian. El 17 de septiembre, Tom Degnan fue anunciado como el agente Ike, un miembro del FBI que está a cargo de vigilar a Finch.

## Recepción

### Recepción de la crítica
El sitio Rotten Tomatoes reporta un índice de aprobación del 59%, con una calificación promedio de 6.3 sobre 10 basado en 44 opiniones. El consenso de la página dice: "Incluso con un héroe simpático, Limitless no puede superar su premisa poco creíble y su narrativa inestable". En Metacritic, la serie tiene una puntuación de 57 sobre 100 basado en 30 críticas, lo que indica críticas mixtas o promedio.
Max Nicholson de IGN calificó al episodio piloto como bueno y le otorgó una puntuación de 7.5 sobre 10, comentando: "Mirando más allá de la falsa noción de que sólo usamos el diez por ciento de nuestro cerebro, el mundo de Limitless muestra un gran potencial para la pequeña pantalla, en especial con la estrella y el director de la película involucrados. Mientras que el primer episodio pasa a través de una gran cantidad de los mismos movimientos como la película -incluyendo un protagonista sospechosamente familiar - la maquinación en el primer episodio sigue siendo muy entretenida e incluso responde a algunas preguntas que quedan colgando al final de la película".

### Recepción del público
El episodio piloto y estreno de la serie, fue visto por 9.86 millones de espectadores, recibiendo 6.0 millones entre los espectadores entre 18-49 años.